# Hey Stoopid (canción)
"Hey Stoopid" es una canción de Alice Cooper, proveniente del álbum Hey Stoopid de 1991. La canción alcanzó la posición #78 en las listas de Estados Unidos, #21 en el Reino Unido, #32 en Austria y #5 en Suecia. Fue el sencillo más exitoso del álbum; siendo los otros dos "Feed My Frankenstein" y "Love's a Loaded Gun".
Slash, Ozzy Osbourne y Joe Satriani aparecen como invitados especiales en la grabación de la canción y del vídeoclip.

## Personal
- Alice Cooper - voz, armónica
- Mickey Curry - batería
- Hugh McDonald - bajo
- Joe Satriani - guitarra
- Slash - guitarra
- Ozzy Osbourne - coros